# Bessèges
Bessèges là một xã trong vùng Occitanie, thuộc tỉnh Gard, quận Alès, tổng Bessèges (Chef-lieu). Tọa độ địa lý của xã là 44° 17' vĩ độ bắc, 04° 06' kinh độ đông. Bessèges nằm trên độ cao trung bình là 170 mét trên mực nước biển, có điểm thấp nhất là 146 mét và điểm cao nhất là 492 mét. Xã có diện tích 10,32 km², dân số vào thời điểm 1999 là 3137 người; mật độ dân số là 303 người/km².

## Thông tin nhân khẩu
| 1962  | 1968  | 1975  | 1982  | 1990  | 1999  |
| ----- | ----- | ----- | ----- | ----- | ----- |
| 5.724 | 6.121 | 5.255 | 4.352 | 3.635 | 3.137 |